# 215-я стрелковая дивизия (2-го формирования)
215-я стрелковая дивизия (215 сд) — воинское формирование (соединение, стрелковая дивизия) РККА в Великой Отечественной и Советско-японской войнах.
Дивизия участвовала в боевых действиях с 19 мая 1942 года по 3 сентября 1945 года
Сокращённое наименование — 215 сд в/ч 14017

## История
19 мая 1942 года  на базе 48-й отдельной стрелковой бригады в районе Понизовье (30 км от г. Троица Калининской обл.) была сформирована 215-я стрелковая дивизия, а полковник А. Ф. Куприянов утвержден ее командиром. Находясь в составе 22-й армии, одновременно с формированием, она производила работы по созданию промежуточного оборонительного рубежа по линии Ефремова Гора, Понизовье и укреплению предполья основного оборонительного рубежа в районах Бухарина, Верх-Горицы, Плющево, а также занимала оборону в районе Нелидово. В середине августа дивизия перешла в состав 30-й армии Калининского фронта и вела бои по овладению опорными пунктами на левом берегу реки Волга (северо-западнее Ржева). 9 сентября 1942 года ее части форсировали Волгу и в течение последующих месяцев при поддержке 52-го дивизиона бронепоездов вели бои на подступах к Ржеву, превращённому врагом в неприступную крепость. Всего за период боев с августа по октябрь в тяжелых боях ими было уничтожено до двух полков пехоты и до 15 вражеских танков. 2 марта 1943 года дивизия в составе 30-й армии Западного фронта перешла в наступление и участвовала в Ржевско-Вяземской наступательной операции. 3 марта ее части овладели городом Ржев. Продолжая наступление, они к 19 марта вышли на подступы к селу Ново-Лыткино — важному центру шоссейных дорог. 
С 15 сентября 1943 года дивизия  в составе 36-го стрелкового корпуса Западного фронта участвовала в Смоленско-Рославльской наступательной операции, освобождении города Смоленск и форсировании реки Сож. За успешное выполнение боевых задач в этой операции дивизия была удостоена наименования «Смоленская» (25.9.1943).
С 16 апреля 1944 года дивизия вошла в 39-ю армию Западного (с 23 апреля — 3-го Белорусского) фронта и в начале мая заняла оборону под Витебском.
В июне 1944 года  участвовала в Витебско-Оршанской наступательной операции, освободила город Богушевск. С 5 июля она перешла в состав 5-й армии. Части дивизии участвовали в Белорусской, Витебско-Оршанской и Вильнюсской наступательных операциях.  13 июля 1944 года участвовала в освобождении города Вильнюс, 30 июля форсировала реку Неман и 1 августа участвовала в освобождении города Каунас.  За образцовое выполнение заданий командования в боях за овладение городом Вильнюс дивизия была награждена орденом Красного Знамени. 
С августа по сентябрь 1944 года  в ходе упорных боев полками дивизии освобожден ряд населенных пунктов Литвы (дер. Урбанты, Мицки, Курбанты, Ижерги, Содве, Шаки, Иждоги и др.) С 3 сентября по 16 октября 1944 года дивизия находилась во втором эшелоне 72-го стрелкового корпуса, затем участвовала в Гумбиненской наступательной операции. С 28 октября 1944 года	по 13 января 1945 года  ее части находились в обороне в районе города Пилькаллен, затем участвовали в Восточно-Прусской, Инстербургско-Кёнигсбергской наступательных операциях. За отличия в боях в Восточной Пруссии дивизия была награждена орденом Суворова 2-й ст. (19.2.1945). В конце марта — начале апреля 1945 года она совершила марш от ст. Валитник в район 15 км северо-западнее Кёнигсберга, затем участвовала в Земландской наступательной операции. 20 апреля дивизия была выведена из боя и переброшена на Д. Восток в состав Приморской группы войск.
В ходе Советско-японской войны 1945	года части дивизии в составе 5-й армии 1-го Дальневосточного фронта принимали участие в Маньчжурской, Харбино-Гиринской наступательных операциях. Они прорвали Волынский УР и, преследуя отходящие японские войска и уничтожая группы смертников, участвовали в овладении уездным городом Гиринской провинции — Дуньхуа. С 24 августа дивизия несла охрану ж.-д. объектов на участке Дуньхуа, Цзяохэ, г. Гирин, заводов и других предприятий Гиринской провинции. 
После войны дивизия продолжила  несение службы в  составе 5-й армии Приморского военного округа.
30 апреля 1955 года в связи с образованием Дальневосточного военного округа  переименована  в 33-ю стрелковую Смоленскую Краснознамённую орденов Суворова и Кутузова дивизию.  Дислоцировалась в поселке Красный Кут Приморского края.  25 июля 1956 года дивизия была расформирована.

## Полное название
215-я стрелковая Смоленская Краснознамённая орденов Суворова и Кутузова дивизия 

## Состав и награды
- 618-й стрелковый Ковенский Краснознамённый ордена Кутузова полк

 (19 ноября 1944 года- за прорыв обороны немцев при вхождении в Восточную Пруссию)
 (26 апреля 1945 года- за разгром окружённой восточно-прусской группы немецких войск юго-западнее Кёнигсберга)
- 707-й стрелковый Неманский ордена Суворова полк

 (26 апреля 1945 года- за разгром окружённой восточно-прусской группы немецких войск юго-западнее Кёнигсберга)
- 711-й стрелковый Краснознамённый орденов Суворова и Кутузова полк

 (26 апреля 1945 года- за разгром окружённой восточно-прусской группы немецких войск юго-западнее Кёнигсберга)
 (19 ноября 1944 года- за прорыв обороны немцев при вхождении в Восточную Пруссию)
 (19 сентября 1945 года-за бои против японских войск на Дальнем Востоке)
- 781-й артиллерийский Краснознамённый ордена Кутузова полк

 (19 ноября 1944 года- за прорыв обороны немцев при вхождении в Восточную Пруссию)
 (19 сентября 1945 года-за бои против японских войск на Дальнем Востоке)
- 386-й отдельный саперный батальон
- 585-й отдельный батальон связи (421 отдельная рота связи)
- 421-й отдельный истребительно-противотанковый дивизион
- 284-я отдельная разведывательная рота
- 500-й отдельный самоходно-артиллерийский дивизион (с 09.08.1945)
- 824-й минометный дивизион (до 05.11.1943)
- 475-я зенитная артиллерийская батарея (до 05.05.1943)
- 215-й учебный батальон
- 359-й отдельный медико-санитарный батальон
- 187-я отдельная рота химической защиты
- 541-я автотранспортная рота
- 334-я полевая хлебопекарня
- 854-й дивизионный ветеринарный лазарет
- 1606-я (1843) полевая почтовая станция
- 1651-я (1162) полевая касса Государственного банка.

## Подчинение
| Дата            | Фронт                     | Армия      | Корпус                            | Примечания           |
| --------------- | ------------------------- | ---------- | --------------------------------- | -------------------- |
| 01.05.1942 года | Калининский фронт         |            | -                                 | формирование         |
| 01.06.1942 года | Калининский фронт         |            | -                                 | фронтовое подчинение |
| 01.07.1942 года | Калининский фронт         | 58-я армия |                                   | -                    |
| 01.08.1942 года | Калининский фронт         | 22-я армия |                                   | -                    |
| 01.09.1942 года | Западный фронт            | 30-я армия |                                   | -                    |
| 01.10.1942 года | Западный фронт            | 30-я армия |                                   | -                    |
| 01.11.1942 года | Западный фронт            | 30-я армия |                                   | -                    |
| 01.12.1942 года | Западный фронт            | 30-я армия |                                   | -                    |
| 01.01.1943 года | Западный фронт            | 30-я армия |                                   | -                    |
| 01.02.1943 года | Западный фронт            | 30-я армия |                                   | -                    |
| 01.03.1943 года | Западный фронт            | 30-я армия |                                   | -                    |
| 01.04.1943 года | Западный фронт            | 30-я армия | -                                 |                      |
| 01.05.1943 года | Западный фронт            | 31-я армия | -                                 | -                    |
| 01.06.1943 года | Западный фронт            | 31-я армия | -                                 | -                    |
| 01.07.1943 года | Западный фронт            | 31-я армия | 36-й стрелковый корпус            | -                    |
| 01.08.1943 года | Западный фронт            | 31-я армия | 36-й стрелковый корпус            | -                    |
| 01.09.1943 года | Западный фронт            | 31-я армия | 36-й стрелковый корпус            | -                    |
| 01.10.1943 года | Западный фронт            | 31-я армия | 36-й стрелковый корпус            | -                    |
| 01.11.1943 года | Западный фронт            | 31-я армия | 36-й стрелковый корпус            | -                    |
| 01.12.1943 года | Западный фронт            | 31-я армия | 36-й стрелковый корпус            | -                    |
| 01.01.1944 года | Западный фронт            | 31-я армия | 36-й стрелковый корпус            | -                    |
| 01.02.1944 года | Западный фронт            | 31-я армия | 36-й стрелковый корпус            | -                    |
| 01.03.1944 года | Западный фронт            | 31-я армия | 36-й стрелковый корпус            | -                    |
| 01.04.1944 года | Западный фронт            | 31-я армия | 36-й стрелковый корпус            | -                    |
| 01.05.1944 года | 3-й Белорусский фронт     | 39-я армия |                                   | -                    |
| 01.06.1944 года | 3-й Белорусский фронт     | 39-я армия | 5-й гвардейский стрелковый корпус | -                    |
| 01.07.1944 года | 3-й Белорусский фронт     | 5-я армия  | 72-й стрелковый корпус            | -                    |
| 01.08.1944 года | 3-й Белорусский фронт     | 5-я армия  | 72-й стрелковый корпус            | -                    |
| 01.09.1944 года | 3-й Белорусский фронт     | 5-я армия  | 72-й стрелковый корпус            | -                    |
| 01.10.1944 года | 3-й Белорусский фронт     | 5-я армия  | 72-й стрелковый корпус            | -                    |
| 01.11.1944 года | 3-й Белорусский фронт     | 5-я армия  | 72-й стрелковый корпус            | -                    |
| 01.12.1944 года | 3-й Белорусский фронт     | 5-я армия  | 72-й стрелковый корпус            | -                    |
| 01.01.1945 года | 3-й Белорусский фронт     | 5-я армия  | 72-й стрелковый корпус            | -                    |
| 01.02.1945 года | 3-й Белорусский фронт     | 5-я армия  | 72-й стрелковый корпус            | -                    |
| 01.03.1945 года | 3-й Белорусский фронт     | 5-я армия  | 72-й стрелковый корпус            |                      |
| 01.04.1945 года | 3-й Белорусский фронт     | 5-я армия  | 72-й стрелковый корпус            |                      |
| 01.05.1945 года | Резерв Ставки ВГК         | 5-я армия  | 72-й стрелковый корпус            | -                    |
| 01.06.1945 года | Резерв Ставки ВГК         | 5-я армия  | 72-й стрелковый корпус            | -                    |
| 01.07.1945 года | Приморская группа войск   | 5-я армия  | 72-й стрелковый корпус            | -                    |
| 01.08.1945 года | Приморская группа войск   | 5-я армия  | 72-й стрелковый корпус            | -                    |
| 01.09.1945 года | 1-й Дальневосточный фронт | 5-я армия  | 72-й стрелковый корпус            | -                    |

## Командование

### Командиры
- Куприянов, Андрей Филимонович (18.05.1942 - 20.03.1943), генерал-майор, погиб 20.03.1943 года (похоронен в г. Ржев);
- Иовлев, Сергей Иванович (25.03.1943 - 17.02.1944), генерал-майор;
- Хорошев, Пётр Иванович (18.02.1944 - 25.02.1944), подполковник;
- Иовлев, Сергей Иванович (29.02.1944 - 01.04.1944), генерал-майор;
- Казарян, Андраник Абрамович (02.04.1944 - ??.10.1947), генерал-майор.

### Заместители командира
- Гордиенко, Арсений Игнатьевич (??.07.1944 - ??.09.1945), полковник.

### Начальники штаба
- Хорошев, Пётр Иванович (??.11.1943 - ??.02.1945), подполковник,  с 14.08.1944 полковник.

## Награды и наименования
| Награда (наименование)             | Дата                                                               | За что награждена |
| ---------------------------------- | ------------------------------------------------------------------ | --- |
| Почётное наименование «Смоленская» | Приказ Верховного Главнокомандующего № 25 от 25 сентября 1943 года | За овладение штурмом городом Смоленск — важнейшим стратегическим узлом обороны немцев на Западном направлении |
| Орден Красного Знамени             | 25 июля 1944                                                       | За образцовое выполнение заданий командования в боях против немецких захватчиков, за овладение городом Вильнюс и проявленные при этом доблесть и мужество |
| Орден Суворова II степени          | 19 февраля 1945                                                    | За образцовое выполнение заданий командования в боях при прорыве обороны немцев в Восточной Пруссии и проявленные при этом доблесть и мужество. |
| Орден Кутузова II степени          | 19 сентября 1945                                                   | За образцовое выполнение заданий командования в боях против японских войск на Дальнем Востоке при форсировании реки Уссури, прорыве Хутоуского, Мишаньского, Пограничненского и Дуннинского укрепленных районов, овладении городами Мишань, Гирин, Яньцзи, Харбин и проявленные при этом доблесть и мужество |

Личному составу 215-й стрелковой Смоленской Краснознамённой орденов Суворова и Кутузова дивизии было объявлено 10 благодарностей в приказах Верховного Главнокомандующего:
- За форсирование реки Днепр и за овладение штурмом крупным областным центром городом Смоленск — важнейшим стратегическим узлом обороны немцев на Западном направлении. 25 сентября 1943 года № 25.
- За форсирование реки Березина, и овладение штурмом городом и крупным узлом коммуникаций Борисов — важным опорным пунктом обороны немцев, прикрывающим подступы к Минску. 1 июля 1944 года. № 126.
- За освобождение столицы Литовской Советской Республики города Вильнюс от фашистских захватчиков. 13 июля 1944 года № 136.
- За овладение штурмом городом и крепостью Каунас (Ковно) — оперативно важным узлом коммуникаций и мощным опорным пунктом обороны немцев, прикрывающим подступы к границам Восточной Пруссии. 1 августа 1944 года № 161.
- За прорыв долговременной, глубоко эшелонированной обороны немцев, прикрывавшей границы Восточной Пруссии, вторжение в пределы Восточной Пруссии и овладение мощными опорными пунктами обороны противника — Ширвиндт, Наумиестис (Владиславов), Виллюнен, Вирбалис (Вержболово), Кибартай (Кибарты), Эйдткунен, Шталлупёнен, Миллюнен, Вальтеркемен, Пиллюпёнен, Виштынец, Мелькемен, Роминтен, Гросс Роминтен, Вижайны, Шитткемен, Пшеросьль, Гольдап, Филипув, Сувалки. 23 октября 1944 года. № 203.
- За овладение штурмом укрепленными городами Пилькаллен, Рагнит и сильными опорными пунктами обороны немцев Шилленен, Лазденен, Куссен, Науйенингкен, Ленгветен, Краупишкен, Бракупенен. 19 января 1945 года № 231.
- За овладение штурмом в Восточной Пруссии городом Инстербург — важным узлом коммуникаций и мощным укрепленным районом обороны немцев на путях к Кенигсбергу. 22 января 1945 года № 240.
- За овладение штурмом городами Хайльсберг и Фридланд — важными узлами коммуникаций и сильными опорными пунктами обороны немцев в центральных районах Восточной Пруссии. 31 января 1945 года. № 267.
- За завершение ликвидации окружённой восточно-прусской группы немецких войск юго-западнее Кёнигсберга. 29 марта 1945 года. № 317.
- За форсирование реки Уссури, прорыв Хутоуский, Мишаньский, Пограничненский и Дуннинский укрепленных районов японцев, преодоление труднодоступной горно-таежной местности, продвижение вперед на 500 километров и овладение городами Мишань, Гирин, Яньцзи, Харбин. 23 августа 1945 года. № 372.

## Отличившиеся воины дивизии
| Награда | Ф. И. О.                        | Должность                                                                        | Звание       | Дата награждения                 | Примечания |
| ------- | ------------------------------- | -------------------------------------------------------------------------------- | ------------ | -------------------------------- | --- |
|         | Асеев, Игорь Петрович           | командир дивизиона 781-го артиллерийского полка                                  | Капитан      | 24.03.1945                       | Звание Героя Советского Союза присвоено за бои при освобождении Литвы. Погиб 26 октября 1944 года на границе с Восточной Пруссией. |
|         | Москалёв, Дмитрий Егорович      | командир стрелковой роты 707-го стрелкового полка                                | Лейтенант    | 24.03.1945                       | Звание Героя Советского Союза присвоено за бои при освобождении Литвы и выход на границу с Восточной Пруссией. |
|         | Мусланов, Григорий Фёдорович    | командир 618-го стрелкового полка                                                | Подполковник | 24.03.1945                       | Звание Героя Советского Союза присвоено за то, что в июле 1944 года полк успешно переправился через реку Вилия и принял активное участие в освобождении Вильнюса. Развив наступление, полк в числе первых переправился через Неман и вошёл в Каунас. |
|         | Косарев, Анатолий Александрович | сапер саперного взвода, разведчик взвода пешей разведки 707-го стрелкового полка | Красноармеец | 22.10.1944 08.01.1945 19.04.1945 | |